# 显核菌属
显核菌属為核衣细菌目核衣细菌科的一属革兰氏阳性菌。直或稍弯的多细胞杆菌（例毛状体）。常与牛粪有关。此属的模式种为阔显核菌(Caryophanon latum)。

## 下属物种
- 阔显核菌 Caryophanon latum Peshkoff 1939
- 细显核菌 Caryophanon tenue (ex Peshkoff 1939) Trentini 1988